# Pterolophia principis
Pterolophia principis là một loài bọ cánh cứng trong họ Cerambycidae.